# Злічани

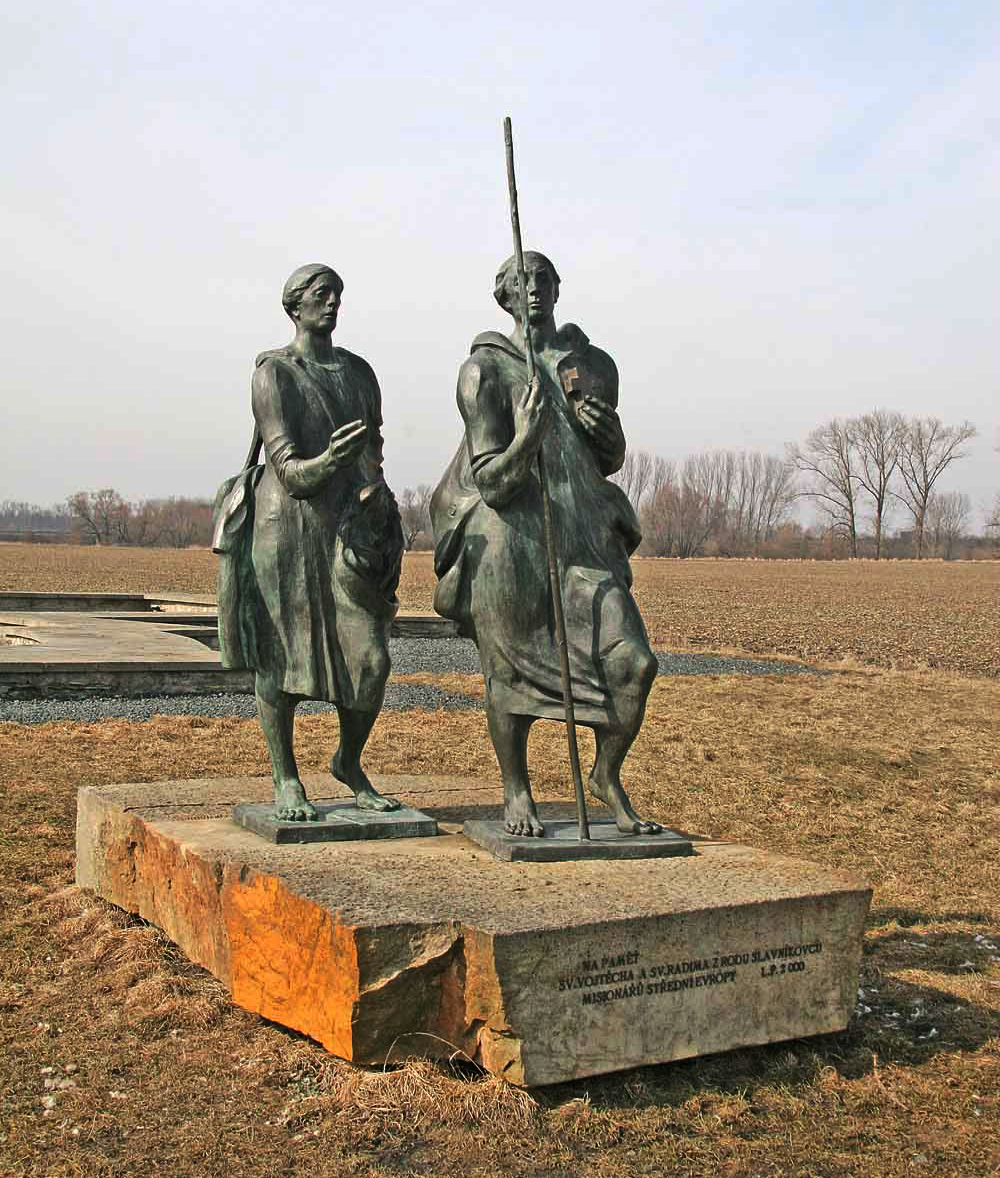
Святий Войтех та Радим, сини злічанського князя Славника. Монумент в м. Лібіце-над-Цидліною, стародавній столиці Злічанського князівства

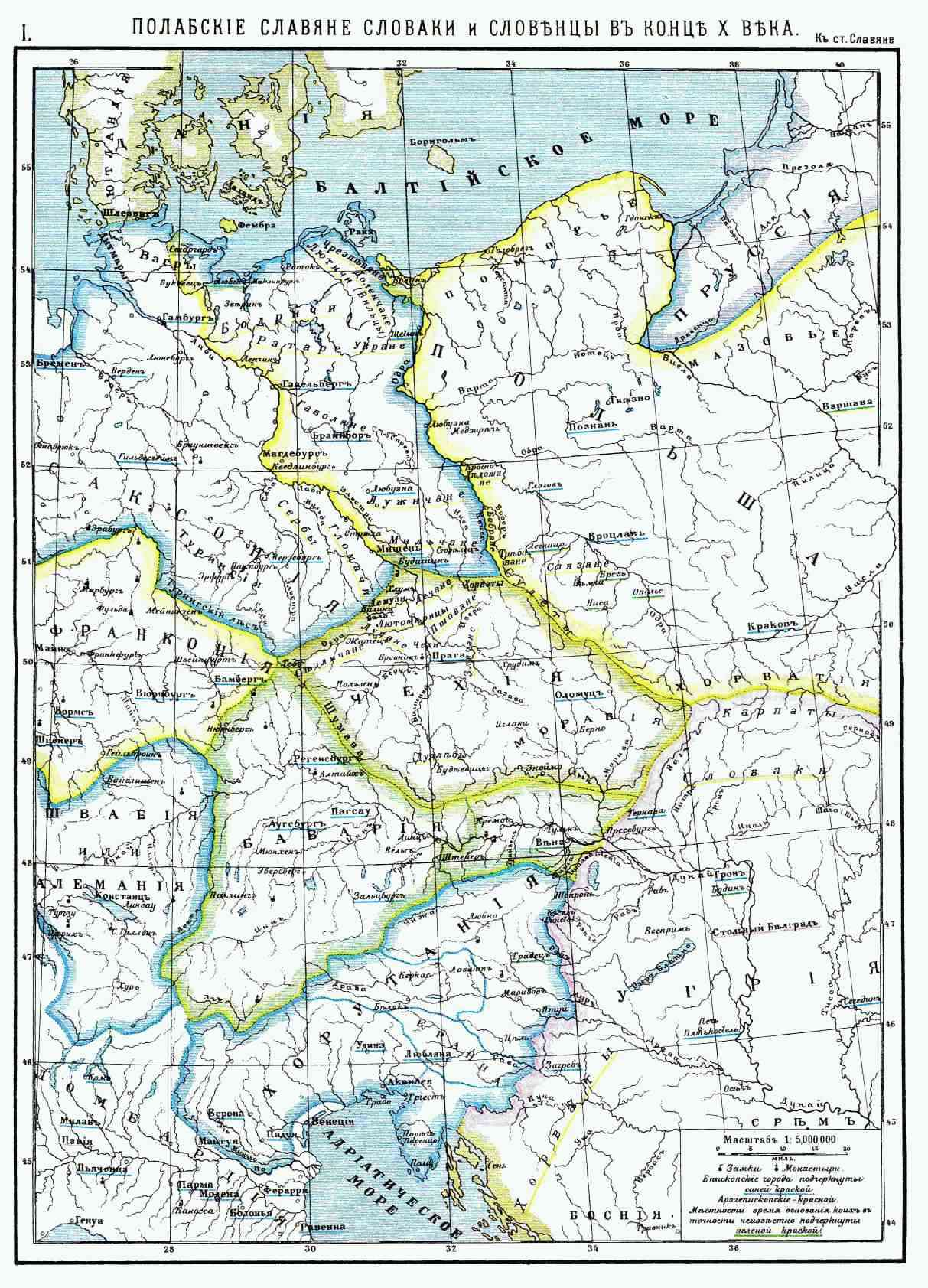
Слов'янські племена наприкінці 10 століття

Злічани, Зличани (чеськ. Zličané, пол. Zliczanie) — стародавнє західнослов'янське, чеське плем'я, що заселяло східну частину Богемії, зокрема терени, прилеглі до сучасного міста Коуржим та верхню течію річки Ельби у Чеському басейні. Друге наймогутніше плем'я в регіоні, з союзу прахорватських племен. Послужило центром утворення Злічанського князівства (розквіт Великої Хорватії), що на початку 10-го століття охоплювало східну та південну Чехію та область племені дулібів. Столицею Злічанського князівства було місто Лібіце. Лібіцькі князі Славники суперничали з Прагою у боротьбі за об'єднання Чехії. Проте, 28 жовтня 995 року злічани були підкорені династією Пржемисловичів, коли місцева владна династія Славників була перерізана Пржемисловичами.
Окрім злічан, династія Славників теж правила білими хорватами та дулібами, містами Старий Коуржим (м. Коуржим, Чехія) та ймовірно Свідницею (м. Свідниця, Польща).

## Князі злічан
- Радслав Злічанин (перша половина 10-го століття), який протистояв Св. Вацлаву.
- Славник (помер у 981 році)
- Собеслав (кінець 10-го століття).